# العلاقات الأمريكية السيشلية
العلاقات الأمريكية السيشلية هي العلاقات الثنائية التي تجمع بين الولايات المتحدة وسيشل.

## مقارنة بين البلدين
هذه مقارنة عامة ومرجعية للدولتين:
| وجه المقارنة                                              | الولايات المتحدة                                                                                                  | سيشل                                                |
| --------------------------------------------------------- | --- | --------------------------------------------------- |
| المساحة (كم2)                                             | 9.83 مليون | 459                                                 |
| عدد السكان (نسمة)                                         | 311.58 مليون | 95.84 ألف                                           |
| الكثافة السكانية (ن./كم²)                                 | 31.7 | 20.88 ألف                                           |
| العاصمة                                                   | واشنطن العاصمة | فيكتوريا                                            |
| اللغة الرسمية                                             | لغة إنجليزية | لغة فرنسية، لغة إنجليزية، اللغة الكريولية السيشيلية |
| العملة                                                    | دولار أمريكي | روبية سيشلية                                        |
| الناتج المحلي الإجمالي (بليون دولار)                      | 19.39 تريليون | 1.49 مليار                                          |
| الناتج المحلي الإجمالي (تعادل القوة الشرائية) بليون دولار | 18.04 تريليون | 2.54 مليار                                          |
| الناتج المحلي الإجمالي الاسمي للفرد دولار أمريكي          | 56.12 ألف | 15.48 ألف                                           |
| الناتج المحلي الإجمالي للفرد دولار أمريكي                 | 54.63 ألف | 26.42 ألف                                           |
| مؤشر التنمية البشرية                                      | 0.920 | 0.772                                               |
| رمز المكالمات الدولي                                      | +1 | +248                                                |
| رمز الإنترنت                                              | .us، حكومة، .mil، Edu.                                                                                            | .sc                                                 |
| المنطقة الزمنية                                           | توقيت ساموا الأمريكية، توقيت أطلنطي موحد، منطقة زمنية وسطى، توقيت ألاسكا ‏، المنطقة الزمنية الجبلية، توقيت تشامرو ‏ | ت ع م+04:00                                         |

## منظمات دولية مشتركة
يشترك البلدان في عضوية مجموعة من المنظمات الدولية، منها:
| علم المنظمة | اسم المنظمة                               | تاريخ انضمام الولايات المتحدة | تاريخ انضمام سيشل |
| ----------- | ----------------------------------------- | ----------------------------- | ----------------- |
|             | الفريق المعني برصد الأرض                  | ?                             | ?                 |
|             | منظمة حظر الأسلحة الكيميائية              | ?                             | 29 أبريل 1997     |
|             | الاتحاد الدولي للاتصالات                  | 1 يوليو 1908                  | 17 سبتمبر 1999    |
|             | منظمة الشرطة الجنائية الدولية             | ?                             | 1 سبتمبر 1977     |
|             | البنك الإفريقي للتنمية                    | ?                             | ?                 |
|             | المركز الدولي لتسوية المنازعات الاستشارية | 14 أكتوبر 1966                | 19 أبريل 1978     |
|             | وكالة ضمان الاستثمار متعدد الأطراف        | 12 أبريل 1988                 | 15 سبتمبر 1992    |
|             | يونسكو                                    | 4 نوفمبر 1946                 | 18 أكتوبر 1976    |
|             | الأمم المتحدة                             | 24 أكتوبر 1945                | 21 سبتمبر 1976    |
|             | الاتحاد البريدي العالمي                   | ?                             | ?                 |
|             | البنك الدولي للإنشاء والتعمير             | 27 ديسمبر 1945                | 29 سبتمبر 1980    |
|             | مؤسسة التمويل الدولية                     | 20 يوليو 1956                 | 11 يونيو 1981     |

## وصلات خارجية
- موقع وزارة الخارجية الأمريكية